# Daniel Salin
Daniel Jonæ Salin, född 24 juli 1706 i Hammerdals församling, död 25 augusti 1764 i Ovikens församling, var en svensk präst.

## Biografi
Daniel Salin föddes 1706 i Hammerdals församling. Han var son till kyrkoherden Jonas Salin och Christina Noraea. Salin blev 1 februari 1726 student vid Uppsala universitet och avlade 1730 filosofie kandidatexamen. Han promoverade filosofie magister 15 juni 1731. Salin arbetade en kortare tid i Arnäs församling och blev senare adjunkt och vikarierande pastor i Ovikens kompani. Han predikade vid kompaniet Tredje söndagen i advent 1733. Salin följde med kompaniet till Stockholm 10 augusti 1741 och återvände 1742. Han blev då ordinarie regementspastor vid Jämtlands regemente. Salin avlade 16 december 1747 pastoralexamen och blev 1748 kyrkoherde i Ovikens församling. År 1751 var han ledamot av Riksdagen 1751. Han blev vice kontraktsprost i Jämtlands södra kontrakt 1760 och ordinarie 1763. Salin avled 1764 i Ovikens församling av en halsböld och begravdes 7 oktober samma år.

### Familj
Salin gifte sig 1738 med Margareta Flodalin (död 1781). Hon var dotter till kyrkoherden Olaus Magni Flodalin och Helena Hellman i Ovikens församling. De fick tillsammans barnen Jonas Salin ((född 1739), Olaus Salin (1741–1743), Helena Salin (född 1744) som var gift med kyrkoherden Andreas Nensén i Själevads församling, Christina Margareta Salin (född 1771) som var gift med kyrkoherden Aestan Harlin i Nätra församling och Catharina Elisabeth Salin (född 1748) som var gift med kyrkoherden Eric Johan Dillner i Tuna församling.